# Шахтен, Себастьян
Себастьян Шахтен (нем. Sebastian Schachten; 6 ноября 1984, Бад-Карлсхафен, ФРГ) — немецкий футболист, защитник.

## Карьера
За своё детство и юношество Себастьян сменил четыре команды. В 2004 году по окончании школы «Геттинген», стал игроком «Падерборна», где сразу же был введён в основной команду и был основным запасным. Дебют в Регионаллиге Норд, в которой тогда выступал «Падерборн», состоялся 2 октября 2004 года в домашнем матче 11-го тура против второй команды «Арминии». Себастьян вышел на поле на 84-й минуте, заменив при этом Беньямина Шюслера.
В 2005 году перешёл во вторую команду «Вердера». Рассматривался тренерами как игрок в будущем основной команды, но проявить себя не сумел. Играл за вторую команду в течение двух сезонов, провёл за это время 60 игр и забил шесть мячей.
В 2007 году Себастьян стал игроком мёнхенгладбахской «Боруссии», которая тогда вылетела во вторую Бундеслигу. Дебют за гладбахцев состоялся 1 февраля 2008 года в домашнем матче 18-го тура против «Кайзерслаутерна», который завершился вничью со счётом 1:1. На 85-й минуте Себастьян заменил камерунца Марселя Ндженга. Всего в первом сезоне за «Боруссию» провёл две игры. После возвращения Гладбаха в Бундеслигу, Себастьян совсем перестал попадать в состав, иногда играя за вторую команду. Дебют в Бундеслиге, который на данный момент так и является единственным матчем Себы в главной лиге страны, состоялся 16 мая 2009 года в выездном матче против леверкузенского «Байера», который закончился крупным поражением со счётом 0:5. После первого тайма Себястьян вышел на поле, заменив Патрика Пауве, и смог отметиться только жёлтой карточкой.
В сезоне 2009/10 Себастьян находился в аренде в «Падерборне» и провёл за это время 30 матчей, единожды отличившись.